# Абдуллаева, Сабина Ханлар кызы
Сабина Ханлар кызы Абдуллаева (азерб. Səbinə Xanlar qızı Abdullayeva; 30 мая 1996, Сумгаит) — азербайджанская дзюдоистка-паралимпийка, выступающая в весовой до 57 килограмм и категории слепоты B2, вице-чемпионка мира 2014 года и серебряная призёрка чемпионатов Европы 2013 и 2015 годах.
Заняла также второе место на Европейских играх 2015 года в Баку. За большие достижения на первых Европейских играх и заслуги в развитии спорта в Азербайджане Сабина Абдуллаева была удостоена медали «Прогресс».
Представляла Азербайджан на Паралимпийских играх 2016 года в Рио-де-Жанейро. В 2018 году приняла участие на чемпионате мира в Португалии, где в составе женской сборной Азербайджана стала бронзовой призёркой командного турнира.
В 2019 году в Генуе Абдуллаева выиграла бронзу чемпионата Европы среди слепых и слабовидящих в своей весовой категории (до 52 кг), а также стала чемпионкой Европы в составе смешанной сборной Азербайджана.